# 林煇焜
林煇焜（1902年—1959年），臺北淡水（今新北市淡水區）人，曾任淡水信用合作社專務理事、臺北市政府機要祕書，著有台灣最早的新聞連載小說《命運難違》（爭へぬ運命）。

## 生平
林煇焜出生自淡水望族，京都帝國大學經濟學部畢業，回臺後曾任淡水信用組合專務理事，戰後曾任臺北市政府機要祕書。因為一次和其好友新民報編輯吳三連的笑談，自1933年4月開始在新民報撰寫連載了七個月的《命運難違》。
吳三連曾提及，林煇焜自學生時代起就熱衷讀報紙小說，並曾嘗試創作，甚至認為其對文藝方面的才能與興趣遠勝其經濟方面的專業。吳三連也形容林煇焜性格磊落、好惡分明、對事物觀察細緻分明。
《命運難違》係以臺灣社會為背景，描述封建體制底下男女情緣的宿命和無奈，刻畫男女之間由愛生恨的種種，描繪出愛情的奧義和變幻莫測的心理。

## 林煇焜作品的研究
目前為止(2014年8月27日)，有以下的研究：
- 柳書琴，〈滿洲內在化與島都書寫：林煇焜《命運難違》的滿洲匿影及其潛話語〉
  - 這篇論文刊載在2012年6月《台灣文學研究》(由成大台文所發行)，頁133~190。此外，論文的電子檔，作者已經掛在個人網頁上，供人免費下載、閱讀。網頁網址：http://www.tl.nthu.edu.tw/people/writing_journal.php?Sn=4 （页面存档备份，存于）

## 外部連結
- 國立台灣文學館台灣作家作品目錄 （页面存档备份，存于）
- 台灣文學網>大事記>林煇焜 （页面存档备份，存于）
- 林輝焜>淡水推基館 （页面存档备份，存于）
- 林輝焜-開放淡水 （页面存档备份，存于）